# Cory Gardner

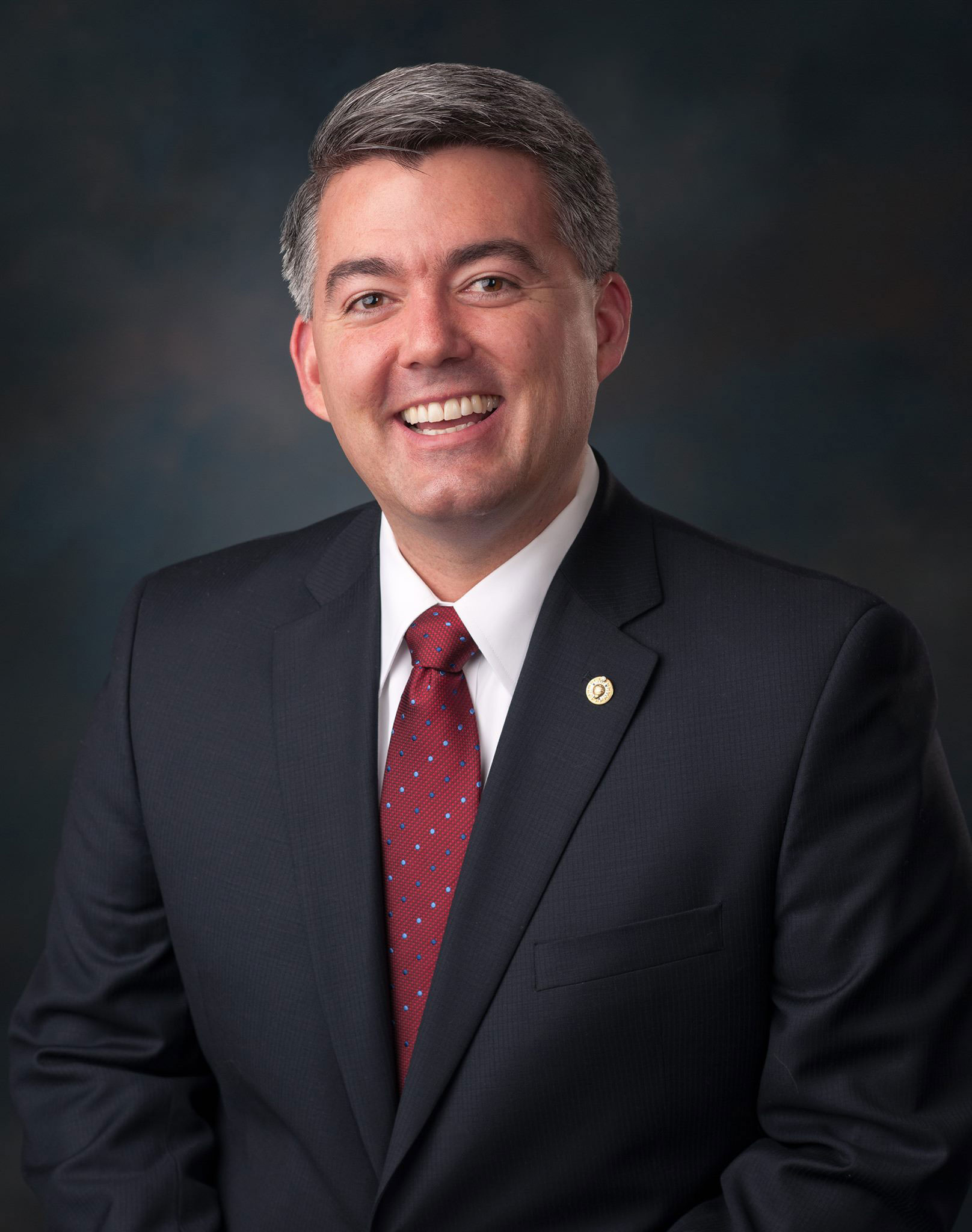
Cory Gardner (2015)

Cory Gardner (* 22. August 1974 in Yuma, Yuma County, Colorado) ist ein US-amerikanischer Politiker der Republikanischen Partei. Von 2015 bis 2021 vertrat er den Bundesstaat Colorado im US-Senat. Zuvor hatte er ab 2011 dem Repräsentantenhaus der Vereinigten Staaten angehört.

## Werdegang
Cory Gardner besuchte bis 1997 die Colorado State University in Fort Collins. Danach studierte er bis 2001 an der University of Colorado in Boulder Jura. Zwischen 2002 und 2005 arbeitete er für US-Senator Wayne Allard.
Gardner begann seine eigene politische Laufbahn als Abgeordneter im Repräsentantenhaus von Colorado, dem er von 2005 bis 2010 angehörte. Dort war er Mitglied im Bildungsausschuss, im Landwirtschaftsausschuss und im Legislative Council.
Bei der Wahl 2010 wurde Gardner im vierten Kongresswahlbezirk Colorados in das US-Repräsentantenhaus in Washington, D.C. gewählt, wo er am 3. Januar 2011 die Nachfolge der ihm zuvor unterlegenen Demokratin Betsy Markey antrat. Bei der Wahl 2012 setzte sich Gardner mit 58 zu 37 Prozent der Stimmen gegen den Demokraten Brandon Shaffer durch. Gardner war im Repräsentantenhaus Mitglied im Ausschuss für Energie und Handel sowie in drei Unterausschüssen.
Nachdem über ein Antreten Gardners bei der Wahl zum Gouverneur Colorados 2014 spekuliert worden war, trat er bei der Senatswahl des Jahres gegen den bisherigen demokratischen US-Senator Colorados, Mark Udall, an und gewann mit 48,2 zu 46,3 Prozent der Stimmen, woraufhin er diesen am 3. Januar 2015 im Senat ablöste. Bei den Senatswahlen 2020 unterlag er dem Demokraten John Hickenlooper mit einem Rückstand von 9,3 Prozent. Sein Mandat endete am 3. Januar 2021.

## Positionen
Innerparteilich gehört Gardner dem konservativen Republican Study Committee an. Im Wahlkampf 2014 thematisierte Gardners Konkurrent Udall dessen frühere Unterstützung für die sogenannte personhood legislation – eine Gesetzgebung, das jede befruchtete Eizelle als Person anerkannt und damit jeden Schwangerschaftsabbruch zur strafbaren Tötung gemacht hätte. Bei seiner Kandidatur für den Senat änderte Gardner seine Meinung dazu und erreichte im Lauf des Wahlkampfs immer höhere Zustimmungswerte.